# Bunji Kimura
Bunji Kimura (jap. 木村 文治, Kimura Bunji; * 27. Juli 1944 in der Präfektur Kyoto) ist ein ehemaliger japanischer Fußballspieler.

## Karriere
Kimura erlernte das Fußballspielen in der Universitätsmannschaft der Wirtschaftsuniversität Osaka. Seinen ersten Vertrag unterschrieb er 1968 bei Yanmar Diesel. Der Verein spielte in der höchsten Liga des Landes, der Japan Soccer League. 1968 und 1970 gewann er mit dem Verein den Kaiserpokal. Mit dem Verein wurde er 1971 japanischer Meister. Für den Verein absolvierte er 72 Erstligaspiele. Ende 1973 beendete er seine Karriere als Fußballspieler.

## Erfolge
Yanmar Diesel
- Japan Soccer League

Meister: 1971
Vizemeister: 1968, 1972
- Kaiserpokal

Sieger: 1968, 1970
Finalist: 1971, 1972